# Pseudosciara domestica
Pseudosciara domestica är en tvåvingeart som först beskrevs av Philippi 1865.  Pseudosciara domestica ingår i släktet Pseudosciara och familjen sorgmyggor. Inga underarter finns listade i Catalogue of Life.